# Chengbei (köping i Kina, Jiangsu)
Chengbei (kinesiska: 城北, 城北镇) är en köping i Kina. Den ligger i provinsen Jiangsu, i den östra delen av landet, omkring 210 kilometer nordost om provinshuvudstaden Nanjing.
Genomsnittlig årsnederbörd är 1 005 millimeter. Den regnigaste månaden är juli, med i genomsnitt 252 mm nederbörd, och den torraste är december, med 20 mm nederbörd.